# Khajjam Khady Mirzazade
Khajjam Khady Mirzazade (azeri: Xəyyam Hadı oğlu Mirzəzadə, russisk: Хайям Хады оглы Мирзазаде; født den 5. oktober 1935 i Baku i Aserbajdsjanske Sovjetsocialistiske Republik iu Sovjetunionen, død 30. juli 2018) var en aserbajdsjansk/sovjetisk komponist, rektor og lærer.
Mirzazade studerede komposition på det Statslige Musikkonservatorium i Aserbajdsjan med endt afgangseksamen i 1957. Han underviste herefter på denne institution, indtil han blev rektor for stedet i årene 1969-1983. Mirzazade skrev 2 symfonier, sinfonietta, orkesterværker, kammermusik, korværker, kantater, sange, filmmusik etc.

## Udvalgte værker
- Symfoni nr. 1 (1957) - for orkester
- Symfoni nr. 2 "Triptykon" (1970) - for orkester
- "Lille lyrisk suite" (1963) - for orkester
- "Blomsten, vores moderland" (1964) - kantate for kor
- 3 Koreografiske scener (1969) - for kammerorkester
- 2 Strygekvartetter (1956, 1961)